# Помиляно д'Арко
Помиля̀но д'А̀рко (на италиански: Pomigliano d'Arco) е град и община в Южна Италия, провинция Неапол, регион Кампания. Разположен е на 33 m надморска височина. Населението на общината е 39 915 души (към 2010 г.).
Градът е много важен промишлен център.